# Uurainen
Uurainen este o comună din Finlanda.